# MAS Incontro

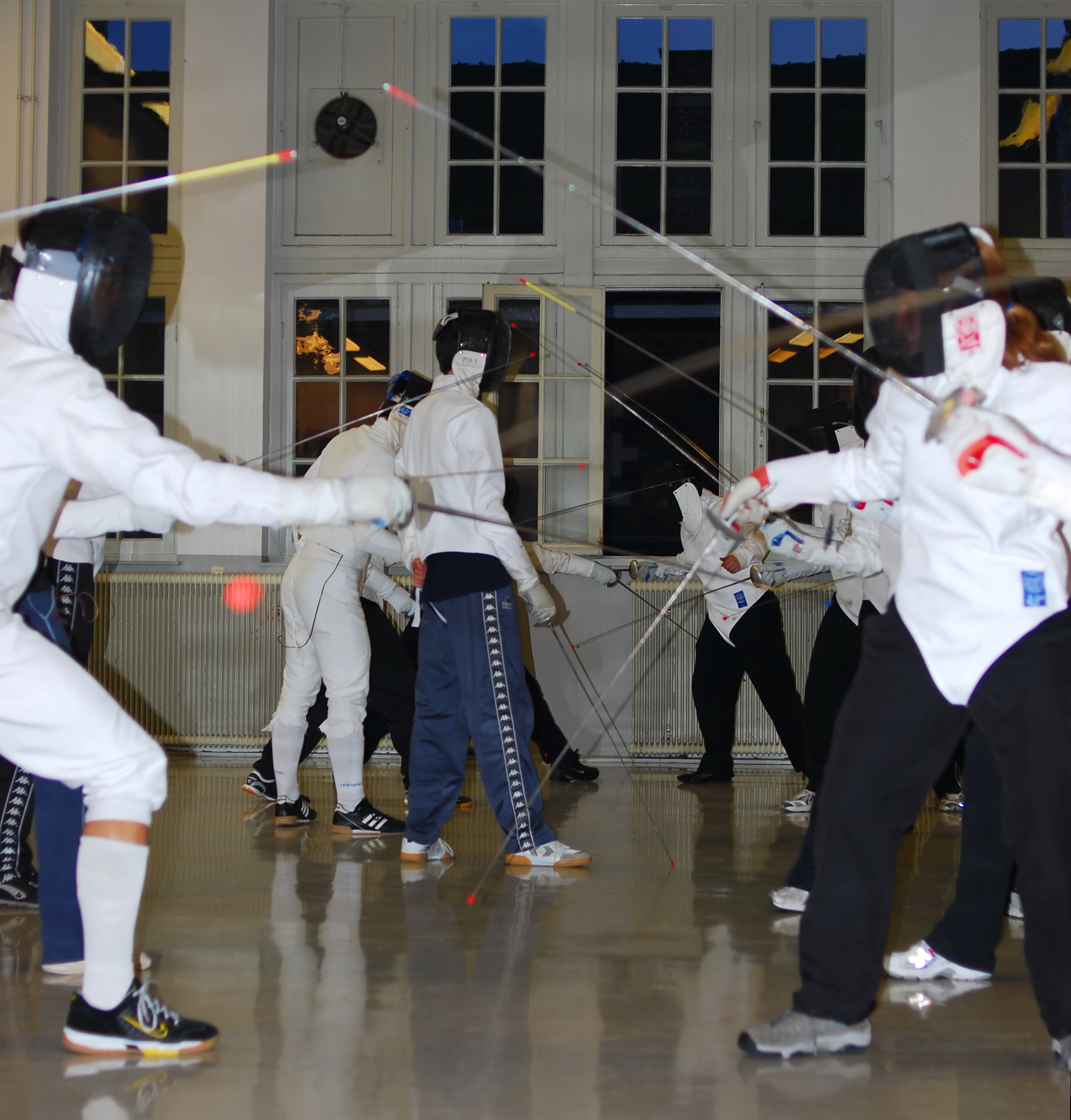
Leden van studentenschermvereniging MAS Incontro die met een trainingsoefening bezig zijn.

De Maastrichtse Academische Schermvereniging Incontro is een van twee schermverenigingen in Maastricht. Lidmaatschap is open voor alle studenten, alumni en medewerkers van zowel de Universiteit Maastricht als de Hogeschool Zuyd die in het bezit zijn van een geldige sportkaart van UM Sport. Niet-academici kunnen terecht bij schermvereniging La Rapière. MAS incontro heeft ongeveer 20 leden en bestaat sinds 1991. De vereniging is aangesloten bij de Koninklijke Nederlandse Algemene Schermbond (KNAS) en de Maastrichtse Universitaire Studentensport STichting (MUSST).

## Training
Leden van MAS incontro trainen elke donderdagavond (Olympisch) schermen onder begeleiding van maître Pierre Salden. Er wordt getraind op alle drie de wapens (floret, degen en sabel), mits er genoeg schermers op het betreffende wapen aanwezig zijn. Een typische training bestaat uit een intensieve warming-up, gevolgd door een technische training, en afgesloten met elektrisch geschermde partijen. De trainingen vinden plaats in de Toneelacademie Maastricht. Tussen MAS Incontro en la Rapière bestaat een uitwisselingsregeling, waardoor leden op de dinsdag bij die vereniging kunnen meetrainen (en vice versa).

## Materiaal en Veiligheid
MAS Incontro bezit ongeveer 20-25 elektrische uitrustingen en vier complete treffermelder sets. Daarnaast maakt de vereniging gebruik van mechanisch materiaal van UM Sport. Alle wedstrijdmateriaal voldoet aan de eisen gesteld door de Fédération Internationale d'Escrime (FIE). Leden die zelf nog geen complete uitrusting bezitten kunnen dit materiaal lenen van de vereniging, zowel voor trainingen als voor toernooideelname.

## Toernooideelname
Schermers van MAS Incontro doen regelmatig mee met nationale en euregionale toernooien. Een aantal van deze toernooien is specifiek bedoeld voor studenten, zoals het onderdeel schermen op het Groot Nederlands Studenten Kampioenschap (GNSK), en de door studentschermverenigingen georganiseerde intercity (IC) toernooien. Daarnaast organiseert de vereniging een keer per jaar zelf een IC toernooi.